# Chivalrous Charley
Chivalrous Charley è un film muto del 1921 diretto da Robert Ellis che aveva come interpreti Eugene O'Brien, George Fawcett, Nancy Deaver. Sceneggiato da Edward J. Montagne su un soggetto di May Tully, il film fu prodotto dalla Selznick Pictures Corporation.

## Trama
Charley Riley che, per sua natura, ha un debole per le donne e si comporta sempre nei loro confronti con grande cavalleria, viene mandato nel West dallo zio che vuole fargli affrontare le difficoltà della vita in modo da farlo diventare un uomo più rude e duro. Di ritorno a New York, tuttavia, Charley rimane coinvolto in un paio di scappatelle, finendo anche in prigione. Un giorno, tornando a casa, Alice, una giovane donna gli chiede aiuto per sfuggire ad alcuni uomini che la stanno inseguendo. Lui, allora, le offre ospitalità per la notte nel suo appartamento. La mattina seguente, appare il padre della ragazza: con la scusa che Charley l'ha compromessa, lo costringe a sposarla. Alice, in combutta con gli imbroglioni, lo attira più tardi nel proprio appartamento dove Charley viene aggredito. Lui scappa con la ragazza, riuscendo però a portare i suoi inseguitori fino alla stazione di polizia, dove questi vengono arrestati. Alice, colpita dal coraggio e dall'audacia che Charley ha dimostrato, decide di non lasciarlo e di rendere pienamente valido ed effettivo il loro matrimonio.

## Produzione
Il film fu prodotto dalla Selznick Pictures Corporation.

## Distribuzione
Il copyright del film, richiesto dalla Selznick Pictures, fu registrato il 23 novembre 1921 con il numero LP17245. Distribuito dalla Select Pictures Corporation, il film uscì nelle sale statunitensi il 10 dicembre 1921.